# Джало, Янник
Я́нник душ Са́нтуш Джало́ (порт. Yannick dos Santos Djaló; 5 мая 1986, Бисау) — португальский футболист, выступавший на позициях полузащитника и нападающего.

## Карьера

### Клубная
Янник Джало является воспитанником футбольной школы «Спортинга». В 2005 году был отдан в аренду в клуб «Каза Пия», а через год вернулся обратно в состав «львов». Дебют футболиста в «bwinLiga» состоялся 16 сентября 2006 года в матче против «Пасуш де Феррейра».
Был признан лучшим молодым игроком марта в чемпионате Португалии сезона 2006/07.
Летом 2011 года интерес к форварду проявляли «Ювентус» и «Эвертон». 1 сентября 2011 года Янник должен был перейти во французский клуб «Ницца», который заплатил за трансфер игрока 4,5 млн евро. Но позже ФИФА запретила эту сделку из-за того, что документы по оформлению трансфера были поданы уже после окончания трансферного окна. В результате Джало на полгода остался без команды, так как «Спортинг» уже не захотел возвращать футболиста. 30 января 2012 года Янник перешёл в «Бенфику», подписав контракт на 4,5 года. 26 февраля футболист провёл первый матч за клуб против «Академики», завершившийся вничью 0:0. Не имея регулярной практики в играх за новую команду, Джало отправился в аренду во французскую «Тулузу» на сезон 2012/13, а в марте 2014 года — в американский клуб «Сан-Хосе Эртквейкс».
26 января 2015 года Джало перешёл в «Мордовию» на правах аренды до конца сезона 2014/15.
4 февраля 2016 года перешёл из «Бенфики» в таиландский «Ратбури» на правах свободного агента.

### В сборной
Карлуш Кейрош вызвал Янника Джало на отборочные матчи чемпионата Европы 2012 вместо получившего травму Силвестре Варелы. Джало дебютировал за взрослую сборную Португалии 3 сентября 2010 года в матче против сборной Кипра, выйдя на замену на 84-й минуте матча вместо Угу Алмейды.

## Достижения
- Кубок Португалии (2): 2006/07, 2007/08
- Суперкубок Португалии (2): 2007, 2008